# HMS Havant
L'HMS Havant (Pennant number H32), seconda nave da guerra britannica a portare questo nome, è stata un cacciatorpediniere classe H della Royal Navy. La costruzione dell'unità fu iniziata nei cantieri J. Samuel White il 30 marzo 1938 con il nome di Javary, insieme ad altre cinque per la Marina militare brasiliana. Varata il 17 luglio 1939, il 4 settembre successivo a due giorni dallo scoppio della seconda guerra mondiale, l'unità venne acquistata dall'Ammiragliato ed entrò in servizio come HMS Havant il 19 dicembre seguente.

## Servizio
Dopo l'ingresso in servizio, venne assegnato il 31 gennaio 1940 alla 9 Flottiglia cacciatorpediniere con base a Plymouth e compiti di pattugliamento del canale della Manica e scorta ai convoglio in arrivo da Sud ovest. Il 15 febbraio entrò in cantiere a Devonport per l'installazione delle apparecchiature di "degaussing" per le mine magnetiche e piccole riparazioni. In marzo operò come scorta ai convogli oceanici, mentre dal 12 aprile visitò Tórshavn, sulle isole Fær Øer, per riferire sull'umore della popolazione in seguito all'invasione tedesca della Danimarca. Il giorno successivo scortò l'incrociatore Suffok con a bordo un reparto di Royal Marines per iniziare l'occupazione delle isole. Dal 14 aprile venne impiegato con la Home Fleet come scorta ai convogli diretti in Norvegia. Dal 7 maggio l'unità venne trasferita agli ordini del Western Approaches Command per scortare i convogli in arrivo dagli Stati Uniti e dal Canada. Il 14 maggio scortò in Islanda le navi passeggeri SS Franconia e SS Lancastria, con a bordo le truppe necessarie a rinforzare la guarnigione britannica sull'isola. Tornata a Greenock il 25 seguente, venne impiegata dal 29 maggio nell'evacuazione delle truppe inglesi e francesi dalle spiagge di Dunkerque (Operazione Dinamo). Il 1º giugno, dopo aver imbarcato 500 soldati dalle spiagge, si fermò per assistere il cacciatorpediniere Ivanhoe, colpito da un attacco aereo, prendendo anche a bordo alcuni dei soldati imbarcati. Mentre era in viaggio per Dover venne attaccata da aerei nemici e colpita da 3 bombe. L'equipaggio e i soldati imbarcati vennero presi a bordo dal dragamine Saltash che, dopo un tentativo di rimorchiare l'Havant in porto, lo affondò a cannonate. Otto marinai dell'equipaggio rimasero uccisi e 25 feriti.